# The North Sea
Pour plus de détails, voir Fiche technique et Distribution.
The North Sea (Nordsjøen) ou La Mer en feu au Québec, est un film catastrophe norvégien de John Andreas Andersen en sorti en 2021. Il a pour cadre les plateformes pétrolières en mer du Nord.

## Synopsis
Sofia (Kristine Kujath Thorp) est une jeune femme pilote de drones sous-marins. Elle vit avec Stian (Henrik Bjelland), qui travaille sur une plate-forme pétrolière en mer du Nord, et qui a un petit garçon. Une des plates-formes s’effondre subitement au large de la côte norvégienne. L'équipe de Sofia est envoyée sur place et découvre qu'il s'est passé quelque chose d’encore plus grave : un glissement de terrain sous-marin gigantesque qui risque de détruire toutes les plates-formes de la zone et déclencher une énorme marée noire. L'évacuation d'urgence hors des plates-formes est décidée, mais Stian est resté pour fermer une vanne et l'hélicoptère est parti sans lui. Sofia décide de partir à son secours.
Le film est davantage axé sur la gestion de la crise par les autorités norvégiennes en charge du sinistre que sur des effets spéciaux de la catastrophe.

## Fiche technique
Sauf indication contraire, les informations mentionnées dans cette section peuvent être confirmées par la base de données cinématographiques IMDb,  présente dans la section « Liens externes ».
- Titre original : Nordsjøen
- Titre français : The North Sea
- Titre québécois : La Mer en feu[2]
- Réalisation : John Andreas Andersen
- Scénario : Harald Rosenløw-Eeg et Lars Gudmestad
- Musique : Johannes Ringen et Johan Söderqvist
- Casting : Yngvill Kolset Haga
- Direction artistique : Vilius Vanagas
- Costumes : Anne Pedersen
- Maquillage : Janne Røhmen
- Photographie : Pål Ulvik Rokseth
- Montage : Kalle Doniselli Gulbrandsen et Christian Siebenherz
- Production : Therese Bøhn
  - Co-production : Gary Cranner, Olav Mellgren et Magnus Thomassen
- Sociétés de production : Fantefilm, Zefyr Media Fund, Film i Väst, Piggy Bænk, Chezville, Nordisk Film & TV-Fond et Norsk Filminstitutt
- Pays de production :  Norvège
- Format : couleur — 1.85:1
- Durée : 104 minutes
- Date de sortie :
  - Italie : 18 octobre 2021 (Festival international du film de Rome)
  - Norvège : 20 octobre 2021

## Distribution
Sauf indication contraire, les informations mentionnées dans cette section peuvent être confirmées par la base de données cinématographiques IMDb,  présente dans la section « Liens externes ».
- Kristine Kujath Thorp (de) : Sofia Hartman
- Henrik Bjelland : Stian Birkeland
- Rolf Kristian Larsen : Arthur
- Anders Baasmo Christiansen : Ronnie
- Bjørn Floberg : William Lie
- Anneke von der Lippe : Gunn
- Christoffer Staib : Steiner Skagemo
- Ane Skumsvoll : Berit
- Cengiz Al : Jasin
- Nils Elias Olsen : Odin

## Distinction
- 2022 : Meilleurs effets visuels aux Amanda Awards[3]